# عارضه پورتنوی
«عارضه پورتنوی» (انگلیسی: Portnoy's Complaint) یک کتاب از فیلیپ راث است که توسط راندوم هاوس در سال ۱۹۶۹ منتشر شد و فیلیپ راث را به شهرت جهانی رساند. رمان مونولوگ یک یهودی آمریکایی است که پیوند بین سکس و احساس گناه را بازمی‌نماید.